# Монсеррато
Монсеррато (итал. Monserrato) — коммуна в Италии, располагается в регионе Сардиния, подчиняется административному центру Кальяри.
Население составляет 20 768 человек (на 2004 г.), плотность населения составляет 3204,46 чел./км². Занимает площадь 6,5 км². Почтовый индекс — 9042. Телефонный код — 070.
Покровителем коммуны почитается святитель Амвросий Медиоланский, празднование 7 декабря.